# Црква Светог Пантелејмона у Нишу
Црква Светог Пантелејмона у Нишу је подигнута после ослобођења Ниша од Турака. Изграђена је на десној обали Нишаве, у предграђу Јагодин мале, крај остатака цркве Св. Пантелејмона српског жупана Стевана Немање. Камен темељац постављен је у априлу, а 8. августа 1878. године црква је била завршена. Тога дана је Св. Пантелејмон, и настојало се да се црква освети на сам празник.
Црква је мањих димензија са полукружном апсидом, засвођена полуобличастим сводом, и не поседује значајније архитектонске вредности. Црква има и галерију повезану дрвеним степеништем. Када је завршена имала је трем на стубовима који је касније зазидан. Трем помиње аустријски путописац Феликс Каниц, посетивши је 1889. године.
Први звоник крај цркве изграђен је од дрвета са звоном преузетим из турске сахат куле у Нишкој тврђави. Три деценије касније, 1928, саграђен је садашњи високи звоник, са три звона, постављен испред цркве.
Живопис у цркви настао је у периоду између два светска рата. Уљане зидне слике радили су иконописци Ђорђи Јако Зографски, из Галичника, и Душан Милачић, из Ниша. Зографски је, иначе, у околини Ниша радио иконостас у цркви Св. Петке Иверице код Островице у Сићевачкој клисури, са нишким сликаром Милутином Б. Марковићем, 1898, затим, иконостас у Орљану, 1895, иконе и фреске у Азбресници, 1905, иконе у Балајинцу, 1907, и фреске у Саборној цркви у Нишу 1914. године.
Насеље Пантелеј са црквом било је омиљено излетиште Нишлија у периоду између два светска рата. Познато је по веома доброј и хладној води, коју су, у време Турака и после ослобођења Ниша, разносиле саканије магарцима по вароши.
Пантелејска црква је, као прва изграђена црква у ослобођеном Нишу и југу Србије, стављена под заштиту државе 1990. године.

## Галерија
- Спољашњост

- Фрескодекорација

- Црквена порта

- Звонара